# Veronica sessiliflora
Veronica sessiliflora là một loài thực vật có hoa trong họ Mã đề. Loài này được Bunge miêu tả khoa học đầu tiên.